# Nathan Quartett
Das Nathan Quartett ist ein deutsches Streichquartett und wurde 1996 in Hamburg gegründet. Seit  2005 bestreitet das Quartett in Hamburg wie auch in Basel eine eigene Konzertreihe und ist im Musikleben der beiden Städte fest verankert. Die Musiker stammen aus drei Ländern: Die erste Violine Dana Anka stammt aus Rumänien, die zweite Violine Maja Hunziker und die Viola Roswitha Killian vertreten die Schweiz, das Cello spielt Arne-Christian Pelz aus Deutschland.
Zahlreiche Konzertreisen führten das nathan quartett zu berühmten Podien u. a. in Estland, Spanien, Schweden, Kanada und in die Schweiz sowie zu verschiedenen internationalen Festivals, z. B. Mecklenburg-Vorpommern-Musikfestival, Schleswig-Holstein-Musikfestival, Plektrum Festival in Tallinn.

## Mitglieder
- Dana Anka – 1. Violine
- Maja Hunziker – 2. Violine
- Roswitha Killian – Viola
- Arne-Christian Pelz – Violoncello

## Frühere Mitglieder
- Alexander Merzyn – Violoncello
- Daniel Wenzel – Violoncello
- Boris Matchin – Violoncello
- Lisa Lammel – Violine
- Ljudmila Minnibaeva – Violine
- Katie Vitalie – Violine
- Andrej Ovchinnikov – Viola
- Jansen Folkers – Violine